# Alstroemeria pulchra
Alstroemeria pulchra är en alströmeriaväxtart som beskrevs av John Sims. Alstroemeria pulchra ingår i släktet alströmerior, och familjen alströmeriaväxter.

## Underarter
Arten delas in i följande underarter:
- A. p. lavandulacea
- A. p. pulchra

## Bildgalleri

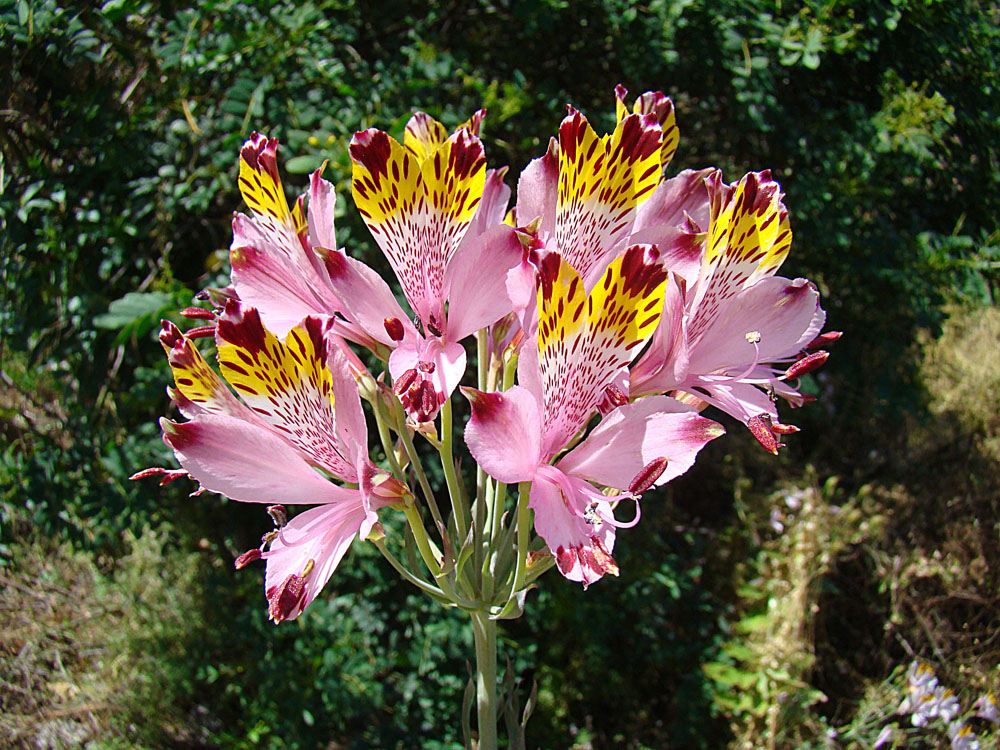
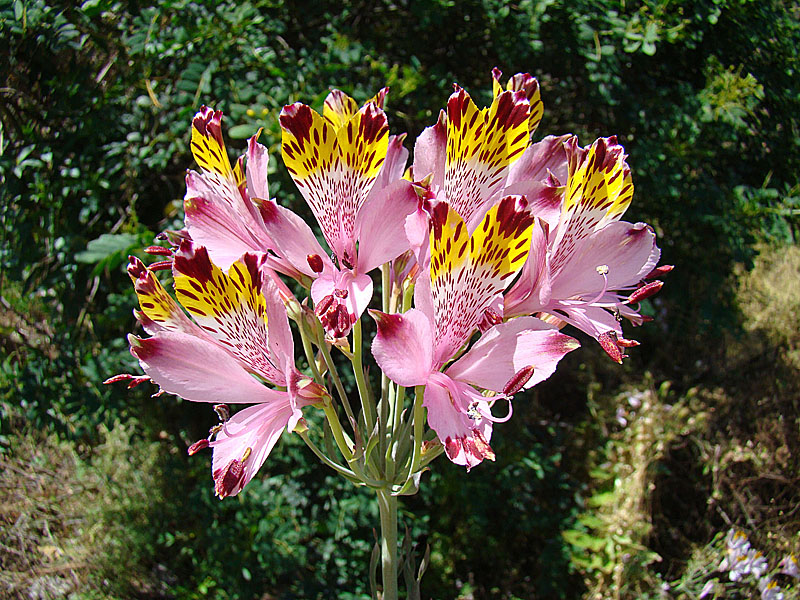